# Barnabas Kelet Henagan
Barnabas Kelet Henagan, född 7 juni 1798 i Marlboro District i South Carolina, död 10 januari 1855 i Charleston i South Carolina, var en amerikansk demokratisk politiker. Han var South Carolinas viceguvernör 1838–1840 och därefter guvernör från april till december 1840.
Henagan var verksam som läkare i South Carolina. År 1838 tillträdde han som delstatens viceguvernör.
Guvernör Patrick Noble avled 1840 i ämbetet och efterträddes av Henagan. Han efterträddes senare samma år som guvernör av John Peter Richardson II.
Henagan avled 1855 och gravsattes i Marlboro District (senare Marlboro County) i South Carolina.